# Juan Bartneche
Juan Bautista Barnetche (1871-Buenos Aires, 3 de noviembre de 1922) fue un político argentino, perteneciente a la Unión Cívica Radical, que se desempeñó como Intendente de la Ciudad de Buenos Aires designado por el presidente Hipólito Yrigoyen entre 1921 y 1922.

## Biografía
Barnetche provenía de una familia de origen vasco. Comenzó su militancia junto a Hipólito Yrigoyen en comités vecinales radicales, siendo participante de la Comisión Municipal de Vecinos, que es el antecedente el Concejo Deliberante de la Ciudad de Buenos Aires. Su trabajo político en la ciudad de Buenos Aires motivó a Yrigoyen su nombramiento como intendente el 26 de octubre de 1921.
Siendo designado como intendente de Buenos Aires innovó con la introducción de licencias para radio, otorgando la licencia para Radio Argentina, que fue una de las primeras transmisoras radiofónicas y la primera en habla hispana. En su gestión también se comenzó el desarrollo del sistema de transporte por medio de tranvías, que con el tiempo sería abandonado, como también la introducción de nuevas líneas de autobuses. En cuestiones edilicias, inauguró el nuevo edificio de la Escuela Superior de Comercio Carlos Pellegrini.
Su gestión se vio abruptamente interrumpida cuando debió renunciar por una enfermedad que lo aquejaba hacía años el 13 de octubre de 1922, falleciendo a los pocos días el mes siguiente.
Se encontraba casado con Emma Genoud, con quien tuvo una hija.